# كاناي

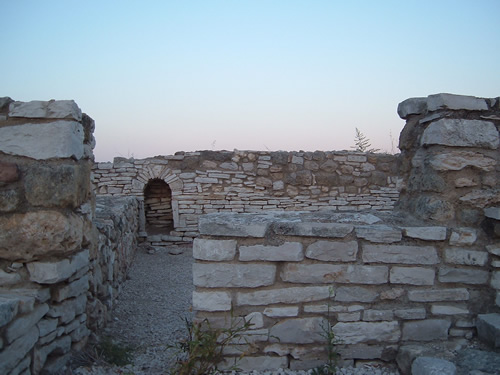
بقايا قرية كاناي.

كاناي (بالإيطالية: Cannae)‏ أو كاني ديلا باتاليا (بالإيطالية: Canne della Battaglia)‏ هي قرية قديمة في إقليم بوليا في جنوب شرق إيطاليا. كما أنها فراتسيوني من مقاطعة بارليتا. تشتهر بمعركتي كاناي الأولى والثانية.